# Descurainia pimpinellifolia
Descurainia pimpinellifolia är en korsblommig växtart som först beskrevs av François Marius Barnéoud, och fick sitt nu gällande namn av Otto Eugen Schulz. Descurainia pimpinellifolia ingår i släktet stillfrön, och familjen korsblommiga växter. Inga underarter finns listade i Catalogue of Life.